# Baja vasútállomás
Baja vasútállomás egy Bács-Kiskun vármegyei vasútállomás, Baja városában, melyet a MÁV üzemeltet.

## Vasútvonalak
Az állomást az alábbi vasútvonalak érintik:
- Bátaszék–Kiskunhalas-vasútvonal

### Korábban
- Baja–Zombor–Újvidék-vasútvonal
- Baja–Bezdán–Apatin–Szond-vasútvonal
- Szabadka–Baja-vasútvonal

Lásd még:
- Dunapataj–Kalocsa–Baja-vasútvonal – vonatpótló járat

## Kapcsolódó állomások
A vasútállomáshoz az alábbi állomások vannak a legközelebb:
- Baja-Dunafürdő megállóhely (Bátaszék–Kiskunhalas-vasútvonal)
- Mátéházapuszta vasútállomás (Bátaszék–Kiskunhalas-vasútvonal)
- Baja-Dunapart vasútállomás

## Forgalom
| Járat                  | Útvonal | Gyakoriság                                |
| ---------------------- | --- | ----------------------------------------- |
| személyvonat           | Sárbogárd – Rétszilas – Cece – Vajta – Nagydorog – Tengelic – Fácánkert – Tolna-Mözs – Szekszárd-Palánk – Szekszárd – Őcsény – Decs – Bátaszék (– Alsónyék – Pörböly – Baja)                                                         | Napi 1 Baja felé és napi 2 Sárbogárd felé |
| személyvonat           | Tolna-Mözs → Szekszárd-Palánk → Szekszárd → Őcsény → Decs → Bátaszék → Alsónyék → Pörböly → Baja | Munkanapokon 1 Baja felé                  |
| személyvonat           | Dombóvár – Csikóstőttős – Mágocs-Alsómocsolád – Szalatnak – Szászvár – Máza-Szászvár – Váralja – Nagymányok – Hidas-Bonyhád – Cikó – Mőcsény – Mórágy – Bátaszék – Alsónyék – Pörböly – Baja-Dunafürdő – Baja                        | Napi 5-6 pár                              |
| személyvonat           | Baja – Bácsbokod-Bácsborsód – Almás – Bácsalmás – Mélykút – Jánoshalma – Erdőszél – Kunfehértó – Kiskunhalas | Napi 2 pár                                |
| személyvonat           | Baja – Bácsbokod-Bácsborsód – Almás – Bácsalmás – Mélykút – Jánoshalma – Erdőszél – Kunfehértó – Kiskunhalas – Harkakötöny – Tajó – Kiskunmajsa – Jászszentlászló – Galambos – Kiskunfélegyháza                                      | Napi 1 pár                                |
| Kiskun InterRégió      | Baja – Bácsbokod-Bácsborsód – Almás – Bácsalmás – Mélykút – Jánoshalma – Erdőszél – Kunfehértó – Kiskunhalas – Harkakötöny – Tajó – Kiskunmajsa – Jászszentlászló – Galambos – Kiskunfélegyháza – Kunszállás – Városföld – Kecskemét | 2 óránként                                |
| Gemenc InterRégió      | Székesfehérvár – Belsőbáránd – Sárbogárd – Cece – Vajta – Nagydorog – Tengelic – Fácánkert – Tolna-Mözs – Szekszárd – Őcsény – Decs – Bátaszék – Alsónyék – Pörböly – Baja                                                           | 2 óránként                                |
| Sugovica expresszvonat | Baja → Bátaszék → Szekszárd → Budapest-Kelenföld → Budapest-Déli | Vasárnap 1 Budapest felé                  |